# Agenzia nazionale per la tecnologia e la standardizzazione
La Agenzia nazionale per la tecnologia e la standardizzazione (국가기술표준원?; in inglese Korean Agency for Technology and Standards, sigla: KATS) è l'organizzazione di standardizzazione nazionale della Corea del Sud.
Essendo membro dell'Organizzazione internazionale per la normazione (ISO), è necessariamente l'unica organizzazione di standardizzazione nazionale che rappresenti l'ISO in Cina. In particolare, è un membro a pieno titolo (Member body) dell'ISO, e in quanto tale partecipa e vota alle riunioni dell'ISO tecniche e sulle policy, oltre a vendere e adottare gli standard internazionali ISO a livello nazionale.
KATS è anche membro attivo della Commissione elettrotecnica internazionale (IEC) e del Pacific Area Standards Congress (PASC). È inoltre rappresentante per la Corea del Sud dell'International Accreditation Forum (IAF), rilasciando accreditamenti per laboratori di prova e per enti di certificazione dei prodotti.

## Storia
Korean Agency for Technology and Standards (KATS) è stata istituita nel 1883, inizialmente come "Laboratorio di analisi e prove dell'Ufficio della Zecca", per poi essere riformato come ente di standardizzazione nazionale sotto il Ministero del Commercio, dell'Industria e dell'Energia.

## Attività
È membro dell'ISO (Organizzazione internazionale per la normazione), dove alla data del 3 novembre 2021 conta 725 partecipazioni alle Commissioni Tecniche (TC - Technical Committee) e 3 partecipazioni ai Comitati di sviluppo delle policy (PDC - Policy Development Committee).

### Norme tecniche
Le norme tecniche del KATS sono contraddistinte dalla sigla "KS", assieme a eventuali sigle di altre organizzazioni di standardizzazione da cui KATS ha recepito la norma o che hanno recepito la norma da KATS, e seguita dal codice numerico della norma, oltre all'anno, relativo all'edizione della norma; tale codice numerico potrebbe non corrispondere al codice adottato da altre organizzazioni di standardizzazione. Nel caso in cui l'anno di adozione di una norma sia differente dall'anno in cui la norma da cui trae origine è stata a sua volta adottata, anche l'anno indicato dopo il codice numerico della norma potrebbe essere differente (anche se il più delle volte i due anni coincidono).